# Selbitz (Kemberg)

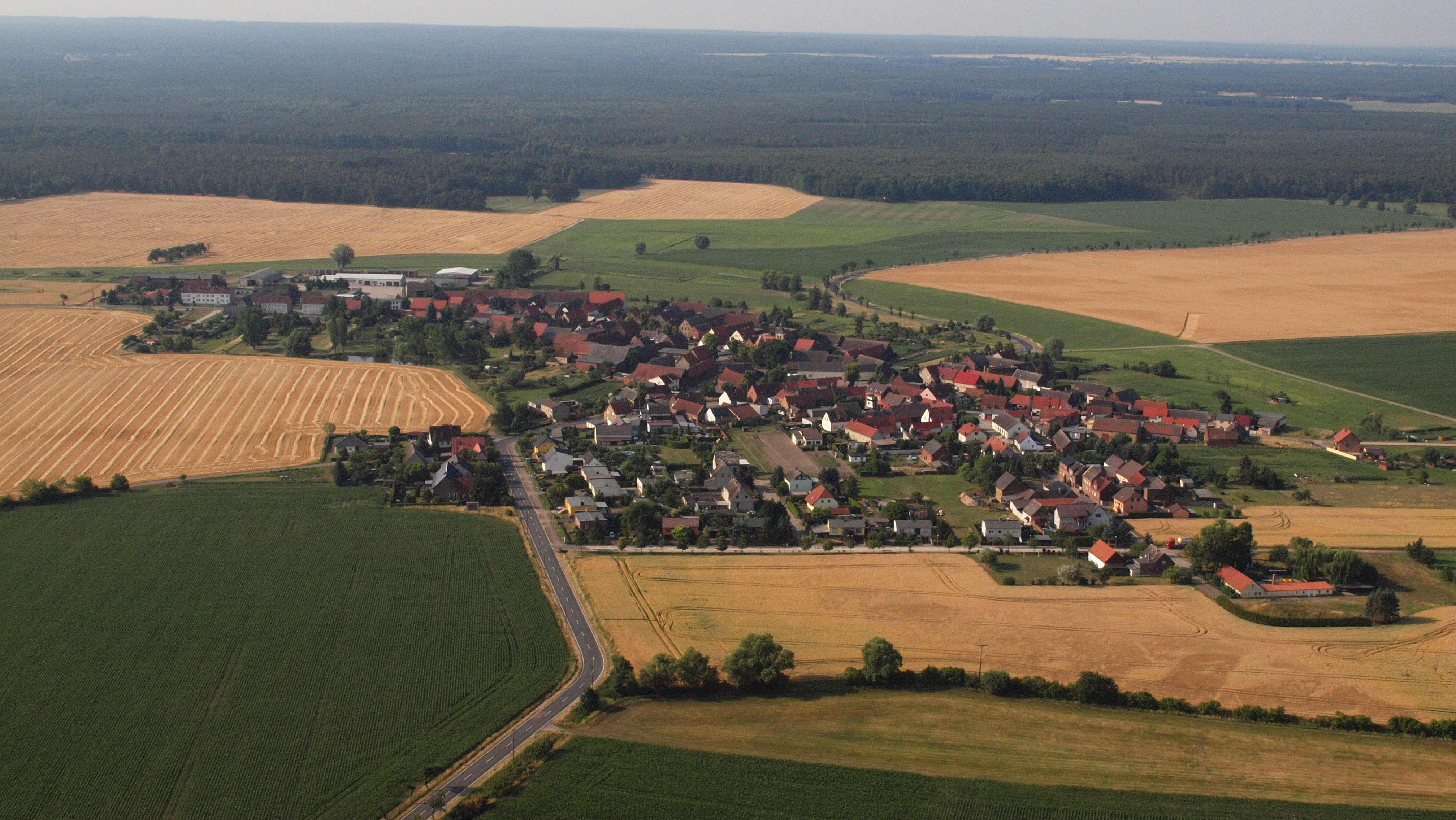
Selbitz (Kemberg), Luftaufnahme (2015)

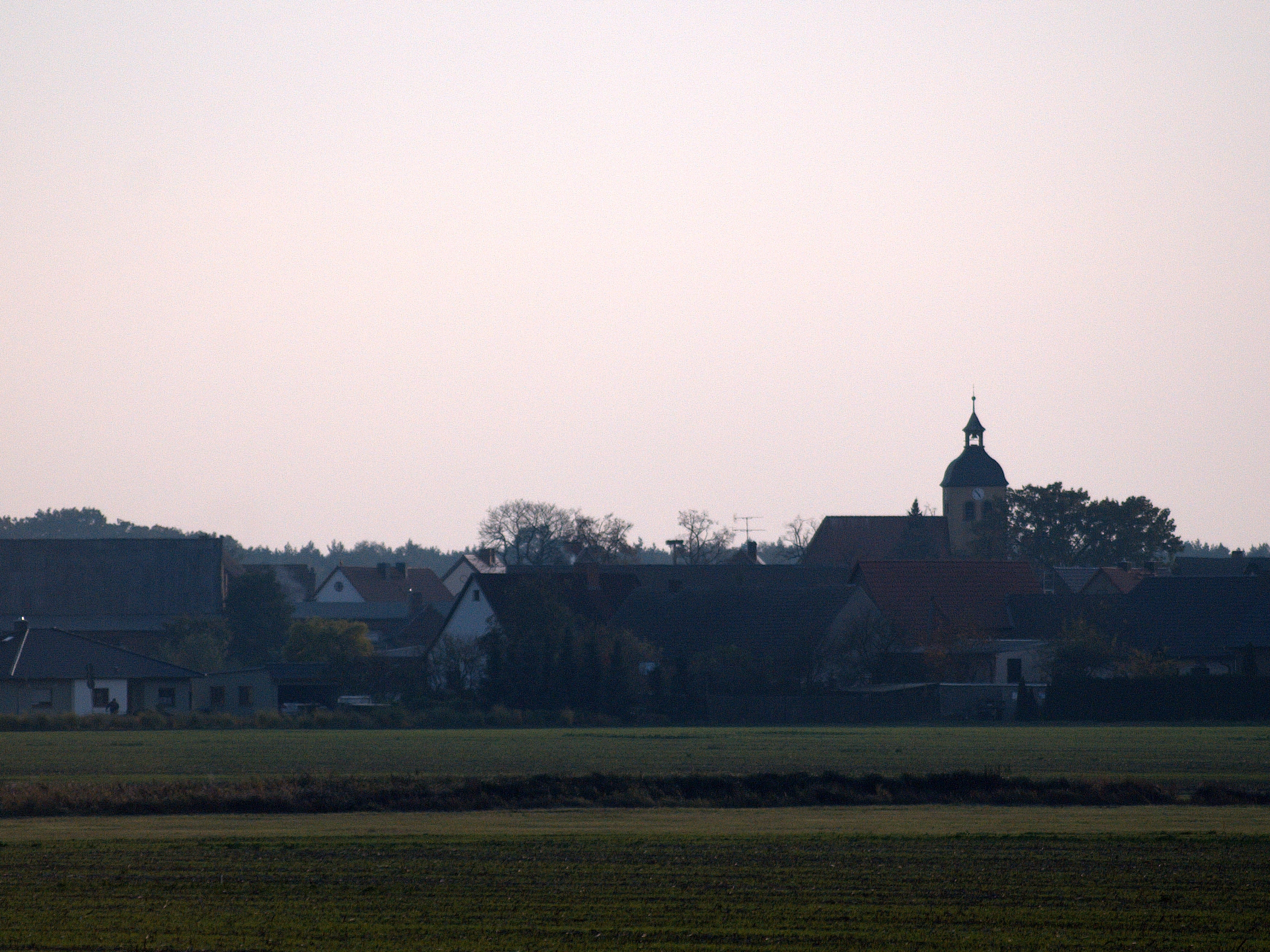
Selbitz im Herbst

Selbitz ist ein Ortsteil der Stadt Kemberg im Landkreis Wittenberg in Sachsen-Anhalt.

## Geografie
Selbitz liegt ca. 12 km südwestlich von Lutherstadt Wittenberg am Rande des Biosphärenreservats Mittelelbe.

## Geschichte
1388 wurde Selbitz als Slewitz erstmals urkundlich erwähnt.
Durch seine Lage am Rand der Elbauen war Selbitz, wie die umliegende Ortschaften Seegrehna, Bergwitz und Rehsen, stark vom Elbehochwasser 2002 betroffen.
Am 1. Januar 2010 wurde die bis dahin selbstständige Gemeinde Selbitz zusammen mit den Gemeinden Dabrun, Eutzsch, Rackith, Radis, Rotta, Schleesen, Uthausen und Wartenburg in die Stadt Kemberg eingemeindet. Gleichzeitig wurde die Verwaltungsgemeinschaft Kemberg, zu der Selbitz gehörte, aufgelöst.

## Partnerschaften
Selbitz unterhält eine Partnerschaft mit der Stadt Selbitz im bayerischen Landkreis Hof.

## Kultur und Sehenswürdigkeiten
Einmal im Jahr findet in Selbitz das Dorffest, das sogenannte „Heufest“ statt, dazu dekorieren die Einwohner die Dorfansicht mit Strohpuppen und der Gartenernte.
Jährlich vor Ostern findet das Osterfeuer statt.
Selbitz verfügt über eine Ortsteilfeuerwehr.

## Wirtschaft und Infrastruktur

### Verkehr
Selbitz liegt in der Nähe der B100. Von der B 107, die Gräfenhainichen und Coswig verbindet, ist der Ort etwa 10 km entfernt.
Im Nachbarort Bergwitz befindet sich der nächstgelegene Halt der Deutschen Bahn, an dem RB und RE halten. Der nächste IC- bzw. ICE-Halt befindet sich in Wittenberg.
Darüber hinaus besteht eine Anbindung an Orte in der Umgebung durch Busse, die vorwiegend dem Schülerverkehr dienen.

### Kinderbetreuung
Die örtliche Kindertagesstätte „Buratino“ wurde nach dem Elbehochwasser 2002 wiederaufgebaut und in „Pinocchio“ umbenannt. Sie betreut 28 Kinder bis zum Eintritt in die 5. Klasse.

### Unternehmen
Größter Betrieb im Ort ist der Landwirtschaftsbetrieb eG Selbitz, der nach der Wende aus der LPG Selbitz hervorging. Zu den Schwerpunkten des Betriebs gehören die Getreide-, Futterproduktion, die Milchviehhaltung. Der Betrieb nutzt die anfallende Biomasse zur Biogasproduktion.

## Persönlichkeiten
- Ulrich Petzold (* 1951), CDU-Politiker